# Discografia dei Sigur Rós
La discografia dei Sigur Rós, gruppo musicale post-rock islandese, comprende otto album in studio, uno dal vivo, due di remix, due raccolte, sei colonne sonore, un album video, quattro EP, un mixtape, oltre venti singoli e ventotto video musicali, pubblicati tra il 1997 e il 2023.

## Album

### Album in studio
| 1997                                                                          | Von - Pubblicato: 14 giugno 1997 - Etichetta: Smekkleysa - Formati: CD, LP, download digitale, streaming                                     | —  | —  | —  | —  | 33 | —  | — | —  | —  | —  | —  | —  | - ISL: Platino                                     |
| 1999                                                                          | Ágætis byrjun - Pubblicato: 12 giugno 1999 - Etichetta: Smekkleysa - Formati: CD, LP, download digitale, streaming                           | —  | —  | —  | 65 | 59 | 38 | 1 | —  | 17 | —  | 52 | —  | - ISL: Platino - UK: Oro                           |
| 2002                                                                          | ( ) - Pubblicato: 28 ottobre 2022 - Etichetta: FatCat - Formati: CD, LP, download digitale, streaming                                        | 49 | 24 | 24 | 19 | 33 | 17 | 1 | —  | 6  | 50 | 49 | 51 | - BEL: Oro - ISL: Oro - UK: Oro                    |
| 2005                                                                          | Takk... - Pubblicato: 22 agosto 2005 - Etichetta: EMI - Formati: CD, LP, download digitale, streaming                                        | 19 | 16 | 8  | 30 | 27 | 6  | 1 | 4  | 4  | 12 | 16 | 27 | - BEL: Oro - DNK: Platino - ISL: Oro - UK: Platino |
| 2008                                                                          | Með suð í eyrum við spilum endalaust - Pubblicato: 2 giugno 2008 - Etichetta: Krúnk, EMI, XL - Formati: CD, LP, download digitale, streaming | 14 | 8  | 7  | 30 | 26 | 4  | 1 | 7  | 7  | 29 | 5  | 15 | - UK: Oro                                          |
| 2012                                                                          | Valtari - Pubblicato: 2 maggio 2012 - Etichetta: Krúnk, Parlophone, XL Recordings - Formati: CD, LP, download digitale, streaming            | 14 | 21 | 21 | 29 | 23 | 1  | 1 | 7  | 12 | 31 | 8  | 7  |                                                    |
| 2013                                                                          | Kveikur - Pubblicato: 17 giugno 2013 - Etichetta: XL - Formati: CD, LP, download digitale, streaming                                         | 17 | 8  | 18 | 18 | 19 | 6  | 1 | 13 | 6  | 14 | 9  | 14 |                                                    |
| 2023                                                                          | Átta - Pubblicato: 16 giugno 2023 - Etichetta: Krúnk, BMG Rights Management - Formati: CD, LP, download digitale, streaming                  | —  | —  | —  | —  | —  | —  | — | —  | —  | —  | —  | —  |                                                    |
| "—" indica una pubblicazione non classificata o non pubblicata in quel Paese. | |    |    |    |    |    |    |   |    |    |    |    |    |                                                    |

### Album di remix
| Anno | Titolo |
| ---- | --- |
| 1998 | Von brigði - Pubblicato: 1º giugno 1998 - Etichetta: Smekkleysa - Formati: CD, LP, download digitale, streaming |
| 2018 | Liminal Remixes - Pubblicato: 27 dicembre 2017 - Etichetta: Krunk - Formati: LP                                 |

### Album dal vivo
| 2011                                                                          | Inni - Pubblicato: 7 novembre 2011 - Etichetta: Krunk - Formati: 2 CD+DVD, 2 LP+DVD, download digitale, streaming | 32 | 24 | 76 | 33 | 23 | 32 | 49 | 45 | 73 |
| "—" indica una pubblicazione non classificata o non pubblicata in quel Paese. | |    |    |    |    |    |    |    |    |    |

### Raccolte
| Anno | Titolo | Classifiche | Classifiche | Classifiche | Classifiche | Classifiche | Classifiche | Classifiche | Classifiche | Classifiche | Certificazioni |
| Anno | Titolo | AUS         | FRA         | GER         | IRL         | ISL         | ITA         | NOR         | SWE         | UK          | Certificazioni |
| ---- | --- | ----------- | ----------- | ----------- | ----------- | ----------- | ----------- | ----------- | ----------- | ----------- | -------------- |
| 2007 | Hvarf-Heim - Pubblicato: novembre 2007 - Etichetta: EMI - Formati: 2 CD, 2 LP, download digitale, streaming | 49          | 50          | 35          | 15          | 2           | 16          | 21          | 45          | 23          | - UK: Argento  |

### Colonne sonore
| Anno | Titolo |
| ---- | --- |
| 2000 | Angels of the Universe (con Hilmar Örn Hilmarsson) - Pubblicato: 15 marzo 2000 - Etichetta: Krunk - Formati: CD                                                                                       |
| 2002 | Hlemmur - Pubblicato: 1º aprile 2002 - Etichetta: Krunk - Formati: 2 10", CD, CD+DVD, download digitale, streaming                                                                                    |
| 2017 | Route One - Pubblicato: 27 dicembre 2017 - Etichetta: Krunk - Formati: 12", Download digitale, streaming                                                                                              |
| 2017 | Black Mirror: Hang the DJ (con Alex Somers) - Pubblicato: 30 dicembre 2017 - Etichetta: Autoproduzione - Formati: CD, LP, download digitale, streaming                                                |
| 2019 | 22º Lunar Halo - Pubblicato: 13 aprile 2019 - Etichetta: Krunk - Formati: 12", download digitale, streaming                                                                                           |
| 2019 | Variations on Darkness - Pubblicato: 13 aprile 2019 - Etichetta: Krunk - Formati: 12", download digitale, streaming                                                                                   |
| 2020 | Odin's Raven Magic (con Steindór Andersen, Hilmar Örn Hilmarsson e María Huld Markan Sigfúsdóttir) - Pubblicato: 4 dicembre 2020 - Etichetta: Krunk - Formati: CD, 2 LP, download digitale, streaming |

## Mixtape
| Anno | Titolo |
| ---- | --- |
| 2019 | Sigur Rós Presents Liminal Sleep - Pubblicato: 9 agosto 2019 - Etichetta: Krunk - Formati: download digitale, streaming |

## Extended play
| 2001                                                                          | Rímur (con Steindór Andersen) - Pubblicato: 1º aprile 2001 - Etichetta: EMI - Formati: CD, download digitale, streaming | —  | — |
| 2004                                                                          | Ba ba ti ki di do - Pubblicato: 20 marzo 2004 - Etichetta: EMI - Formati: CD, 12", download digitale, streaming         | 77 | 7 |
| 2013                                                                          | Kveikur (Live) - Pubblicato: 5 luglio 2013 - Etichetta: Krunk - Formati: download digitale, streaming                   | —  | — |
| 2013                                                                          | iTunes Festival: London 2013 - Pubblicato: 21 ottobre 2013 - Etichetta: Krunk - Formati: download digitale, streaming   | —  | — |
| "—" indica una pubblicazione non classificata o non pubblicata in quel Paese. | |    |   |

## Singoli
| 1999                                                                          | Svefn-g-englar               | —  | 146 | Ágætis byrjun                                        |
| 2000                                                                          | Ný batterí                   | —  | 133 | Ágætis byrjun                                        |
| 2003                                                                          | Untitled #1 (Vaka)           | —  | 72  | ()                                                   |
| 2005                                                                          | Glósóli                      | 1  | —   | Takk...                                              |
| 2005                                                                          | Hoppípolla                   | —  | 24  | Takk...                                              |
| 2006                                                                          | Sæglópur                     | —  | —   | Takk...                                              |
| 2007                                                                          | Hljómalind                   | —  | —   | Hvarf-Heim                                           |
| 2008                                                                          | Gobbledigook                 | 19 | 9   | Með suð í eyrum við spilum endalaust                 |
| 2008                                                                          | Inní mér syngur vitleysingur | 8  | 152 | Með suð í eyrum við spilum endalaust                 |
| 2008                                                                          | Við spilum endalaust         | —  | —   | Með suð í eyrum við spilum endalaust                 |
| 2012                                                                          | Ekki múkk                    | —  | —   | Valtari                                              |
| 2012                                                                          | Varúð                        | —  | —   | Valtari                                              |
| 2013                                                                          | Brennisteinn                 | 14 | —   | Kveikur                                              |
| 2013                                                                          | Ísjaki                       | 12 | —   | Kveikur                                              |
| 2013                                                                          | Rafstraumur                  | —  | —   | Kveikur                                              |
| 2014                                                                          | The Rains of Castamere       | —  | —   | Game of Thrones: Music from the HBO Series, Season 4 |
| 2016                                                                          | Óveður                       | —  | —   | /                                                    |
| 2017                                                                          | Á                            | —  | —   | /                                                    |
| 2020                                                                          | Dvergmál                     | —  | —   | Odin's Raven Magic                                   |
| 2020                                                                          | Stendur æva                  | —  | —   | Odin's Raven Magic                                   |
| 2023                                                                          | Blóðberg                     | —  | —   | Átta                                                 |
| "—" indica una pubblicazione non classificata o non pubblicata in quel Paese. |                              |    |     |                                                      |

## Videografia

### Album video
| Anno | Titolo                                                                                       | Certificazioni       |
| ---- | -------------------------------------------------------------------------------------------- | -------------------- |
| 2007 | Heima - Pubblicato: 2 novembre 2007 - Etichetta: EMI - Formati: 2 DVD                        | - CAN: Oro - UK: Oro |
| 2013 | Valtari Film Experiment - Pubblicato: 11 febbraio 2013 - Etichetta: Krunk - Formati: DVD, BD |                      |

### Video musicali
| Anno | Titolo                       | Regista/i                             |
| ---- | ---------------------------- | ------------------------------------- |
| 1999 | Svefn-g-englar               | August Jakobsson e Sigur Rós          |
| 2000 | Viðrar vel til loftárása     | Stefan Arni, Siggi Kinski e Sigur Rós |
| 2003 | Untitled #1 (Vaka)           | Floria Sigismondi                     |
| 2005 | Glósóli                      | Stefan Arni e Siggi Kinski            |
| 2005 | Hoppípolla                   | Stefan Arni e Siggi Kinski            |
| 2006 | Sæglópur                     | Sigur Rós e Eva Maria Daniels         |
| 2008 | Gobbledigook                 | Stefan Arni e Siggi Kinski            |
| 2008 | Inní mér syngur vitleysingur | Sigur Rós                             |
| 2008 | Við spilum endalaust         | Sigur Rós                             |
| 2012 | Ég anda                      | Ragnar Kjartansson                    |
| 2012 | Varúð                        | Inga Birgisdóttir                     |
| 2012 | Fjögur píanó                 | Alma Har'el                           |
| 2012 | Rembihnútur                  | Stefan Arni e Siggi Kinski            |
| 2012 | Ég anda                      | Ramin Bahrani                         |
| 2012 | Varúð                        | Ryan McGinley                         |
| 2012 | Varðeldur                    | Melika Bass                           |
| 2012 | Dauðalogn                    | Henry Jun Wah Lee                     |
| 2012 | Seraph                       | Dash Shaw e John Cameron Mitchell     |
| 2012 | Ekki múkk                    | Nick Abrahams                         |
| 2012 | Dauðalogn                    | Ruslan Fedotow                        |
| 2012 | Fjögur píanó                 | Anafelle Liu, Dio Lau e Ken Ngan      |
| 2012 | Varðeldur                    | Clare Langan                          |
| 2012 | Valtari                      | Christian Larsson                     |
| 2012 | Varúð                        | Björn Flóki                           |
| 2012 | Leaning Towards Solace       | Floria Sigismondi                     |
| 2013 | Brennisteinn                 | Andrew Thomas Huang                   |
| 2016 | Óveður                       | Jonas Åkerlund                        |